# Salm (adelsätt)

Ätten Salms vapensköld.

Salm var en gammal tysk grevesläkt med stamborgen Salm i Ardennerna (ruiner därav vid Vielsalm, nära floden Salm,
en biflod till Amblève, i belgiska Luxemburg). Till denna släkt hörde de äldre grevarna av Luxemburg, av vilka Herman (d. 1088), greve av Salm, 1081-86 var en av sachsare och schwabare vald motkonung mot tyske kungen Henrik IV.
1163 uppstod två linjer: Obersalm och Niedersalm.

## Obersalm
Obersalm (gamla grevskapet Salm, i Amblèves övre dal) utgick på manssidan 1475, då dess besittningar ärvdes av "Wild- och Rhengreven" Johan V av Dhaun-Kyrburg, sedermera "Wild- och Rhengreve av Salm" Till dennes ättlingar hörde den även i Sveriges historia bekante Rhengreven Otto Ludvig.
Linjen delade sig i flera grenar, av vilka grenen Salm 1623 fick riksfurstlig värdighet och 1676 klövs i två nya grenar: Salm-Salm och Salm-Kyrburg (utdöd 1905), vilka 1801 förlorade sina besittningar väster om Rhen, 1806 som suveräna furstar ingick i Rhenförbundet, men 1810 förlorade sin suveränitet och kom under fransk överhöghet. Wienkongressen 1815 gav den landersättning som Standesherren under Preussens överhöghet.
En annan gren av Obersalm, Salm-Horstmar (i Westfalen), fick 1816 preussisk furstlig värdighet.

## Niedersalm
Linjen Niedersalm (med borgen Salm i Vogeserna, varav ruiner nära Schirmeck i nedre Elsass) utgick på manslinjen 1416 och ärvdes av en
greve av Salm-Reifferscheidt. Av denna linje, vars medlemmar bära titeln Altgraf (Altgräfin), fick grenen Salm-Reifferscheidt-Raitz 1790 och Salm-Reifferscheidt-Krautheim und Dyck 1804 furstlig värdighet.

## Källa
- Salm i Nordisk familjebok (andra upplagan, 1916)